# Craponne
Craponne és un municipi francès, situat a la metròpoli de Lió i a la regió de Alvèrnia - Roine-Alps. L'any 2007 tenia 8.727 habitants.

## Demografia

### Població
El 2007 la població de fet de Craponne era de 8.727 persones. Hi havia 3.519 famílies de les quals 987 eren unipersonals (349 homes vivint sols i 638 dones vivint soles), 1.082 parelles sense fills, 1.189 parelles amb fills i 261 famílies monoparentals amb fills.
La població ha evolucionat segons el següent gràfic:
Habitants censats

### Habitatges
El 2007 hi havia 3.805 habitatges, 3.589 eren l'habitatge principal de la família, 42 eren segones residències i 174 estaven desocupats. 2.123 eren cases i 1.667 eren apartaments. Dels 3.589 habitatges principals, 2.309 estaven ocupats pels seus propietaris, 1.218 estaven llogats i ocupats pels llogaters i 62 estaven cedits a títol gratuït; 130 tenien una cambra, 426 en tenien dues, 666 en tenien tres, 881 en tenien quatre i 1.487 en tenien cinc o més. 2.933 habitatges disposaven pel capbaix d'una plaça de pàrquing. A 1.608 habitatges hi havia un automòbil i a 1.543 n'hi havia dos o més.

### Piràmide de població
La piràmide de població per edats i sexe el 2009 era:
| Homes | Edats   | Dones |
| ----- | ------- | ----- |
| 0     | 95 o +  | 12    |
| 12    | 90 a 94 | 32    |
| 36    | 85 a 89 | 64    |
| 36    | 80 a 84 | 60    |
| 100   | 75 a 79 | 144   |
| 176   | 70 a 74 | 156   |
| 164   | 65 a 69 | 200   |
| 184   | 60 a 64 | 152   |
| 224   | 55 a 59 | 216   |
| 308   | 50 a 54 | 352   |
| 272   | 45 a 49 | 308   |
| 336   | 40 a 44 | 344   |
| 224   | 35 a 39 | 300   |
| 268   | 30 a 34 | 244   |
| 224   | 25 a 29 | 232   |
| 224   | 20 a 24 | 220   |
| 380   | 15 a 19 | 336   |
| 256   | 10 a 14 | 320   |
| 260   | 5 a 9   | 192   |
| 280   | 0 a 4   | 160   |

## Economia
El 2007 la població en edat de treballar era de 5.545 persones, 4.109 eren actives i 1.436 eren inactives. De les 4.109 persones actives 3.896 estaven ocupades (1.967 homes i 1.929 dones) i 213 estaven aturades (100 homes i 113 dones). De les 1.436 persones inactives 520 estaven jubilades, 593 estaven estudiant i 323 estaven classificades com a «altres inactius».

### Ingressos
El 2009 a Craponne hi havia 3.586 unitats fiscals que integraven 8.898 persones, la mediana anual d'ingressos fiscals per persona era de 23.247 €.

### Activitats econòmiques
Dels 645 establiments que hi havia el 2007, 5 eren d'empreses extractives, 12 d'empreses alimentàries, 5 d'empreses de fabricació de material elèctric, 18 d'empreses de fabricació d'altres productes industrials, 58 d'empreses de construcció, 163 d'empreses de comerç i reparació d'automòbils, 11 d'empreses de transport, 23 d'empreses d'hostatgeria i restauració, 14 d'empreses d'informació i comunicació, 46 d'empreses financeres, 42 d'empreses immobiliàries, 104 d'empreses de serveis, 95 d'entitats de l'administració pública i 49 d'empreses classificades com a «altres activitats de serveis».
Dels 123 establiments de servei als particulars que hi havia el 2009, 1 era una oficina de correu, 9 oficines bancàries, 1 funerària, 7 tallers de reparació d'automòbils i de material agrícola, 2 tallers d'inspecció tècnica de vehicles, 1 establiment de lloguer de cotxes, 1 autoescola, 6 paletes, 8 guixaires pintors, 13 fusteries, 5 lampisteries, 10 electricistes, 1 empresa de construcció, 15 perruqueries, 3 veterinaris, 15 restaurants, 17 agències immobiliàries, 3 tintoreries i 5 salons de bellesa.
Dels 57 establiments comercials que hi havia el 2009, 2 eren supermercats, 1 una gran superfície de material de bricolatge, 1 una botiga de més de 120 m², 1 una botiga de menys de 120 m², 6 fleques, 3 carnisseries, 1 una peixateria, 4 llibreries, 16 botigues de roba, 3 botigues d'equipament de la llar, 4 sabateries, 2 botigues d'electrodomèstics, 3 botigues de mobles, 2 botigues de material esportiu, 2 botigues de material de revestiment de parets i terra, 2 perfumeries, 1 una joieria i 3 floristeries.
L'any 2000 a Craponne hi havia 7 explotacions agrícoles.

## Equipaments sanitaris i escolars
El 2009 hi havia 3 farmàcies i 1 ambulància.
El 2009 hi havia 3 escoles maternals i 4 escoles elementals. Craponne disposava d'un col·legi d'educació secundària amb 674 alumnes.
```
Disposava d'un centre d'ensenyament general superior privat.
```

## Poblacions més properes
El següent diagrama mostra les poblacions més properes.